# Język czeczeński
Język czeczeński (czecz. нохчийн мотт, noxçiyn mott) – język Czeczenów, zamieszkujących głównie autonomiczną republikę Czeczenii, wchodzącą w skład Federacji Rosyjskiej. Należy do języków nachskich (nachijskich), tworzących podgrupę wśród języków nachsko-dagestańskich (północno-wschodnich) w ramach hipotetycznej wielkiej rodziny języków dene-kaukaskich. Jest to język ergatywny.
Bardzo rozbieżne są dane mówiące o liczbie użytkowników języka czeczeńskiego, co wiąże się przede wszystkim z bardzo skomplikowaną sytuacją w samej Czeczenii oraz niemożnością oszacowania ogromnych strat ludnościowych podczas wojen rosyjsko-czeczeńskich. Według spisu powszechnego, przeprowadzonego w 1989 r. język ten jako ojczysty na terenie byłego ZSRR zadeklarowało 893 tys. osób. Główne grupy użytkowników języka czeczeńskiego koncentrowały się wówczas na terenie republiki autonomicznej Czeczenii, oraz północnych terenach Dagestanu (w okolicach miasta Chasawiurt). Obecnie sytuacja jest o wiele bardziej złożona i choć główna masa użytkowników języka nadal zamieszkuje przede wszystkim Czeczenię, to znacznie powiększyła się emigracja, przede wszystkim do sąsiednich republik Federacji Rosyjskiej (Dagestan, Inguszetia), ale także np. do Moskwy. Wielu Czeczenów szukając azylu udało się na teren Europy Zachodniej. Czeczeni zamieszkują także Gruzję (tzw. Kistowie), Turcję oraz kraje arabskie (Jordania, Syria).
Język czeczeński genetycznie najbliżej spokrewniony jest z językiem inguskim. Językoznawcy wyróżniają osiem dialektów języka czeczeńskiego, a także kilka drobniejszych gwar lokalnych. Różnice między poszczególnymi dialektami nie uniemożliwiają porozumienia między ich użytkownikami.
Pierwszą wyczerpującą pracę poświęconą językowi czeczeńskiemu napisał rosyjski językoznawca i kaukazolog, Piotr Uslar (1816–1875).

## Fonetyka
Wśród języków kaukaskich czeczeński wyróżnia się bardzo rozbudowanym systemem wokalicznym (samogłoski krótkie, długie, umlautowane, dyftongi, tryftongi, także nosowe), oraz – podobnie jak w przypadku innych języków tej rodziny bardzo skomplikowanym systemem spółgłoskowym (spółgłoski proste, geminowane, ejektywne, faryngalne). Akcent wyrazowy pada zawsze na początkową sylabę wyrazu.

### Spółgłoski
Według Johanny Nichols, język czeczeński posiada następujące spółgłoski:
|                    | wargowe | zębowe | zadziąsłowe | miękko podniebienne | języczkowe | gardłowe | krtaniowe |
| ------------------ | ------- | ------ | ----------- | ------------------- | ---------- | -------- | --------- |
| zwarte             | p b pʼ  | t d tʼ |             | k ɡ kʼ              | q qʼ       |          | ʔ         |
| zwarto-szczelinowe |         | ʦ '    | ʧ ʤ ʧ'      |                     |            |          |           |
| szczelinowe        | f       | s z    | ʃ ʒ         | x ɣ                 |            | ħ ʕ      | h         |
| nosowe             | m       | n      |             |                     |            |          |           |
| uderzeniowe        |         | ɾ      |             |                     |            |          |           |
| półotwarte         | w       | l      | j           |                     |            |          |           |

Spółgłoska /w/ jest wymawiana jako [v] przed samogłoskami przednimi. Spółgłoski /p/, /t/, /n/, /l/ i /s/ mogą ulegać geminacji, natomiast geminata /k:/ przeszła w /xk/.

### Samogłoski
| Przednie niezaokrąglone | Przednie zaokrąglone | Tylne |
| ----------------------- | -------------------- | ----- |
| ɪ iː                    | y ː                  | ʊ uː  |
| je ie                   | ɥø yø                | wo uo |
| e̞ ː                     | ø ː                  | o̞ ː   |
| æ ː                     |                      | ə ɑː  |

Występują również dwugłoski opadające: [ai], [au], [əi], [ei], [eu], [oi] i [ou].

## Gramatyka
Język czeczeński jest ergatywny i aglutynacyjny, podstawowym szykiem zdania jest SOV. Podobnie jak w niektórych językach afrykańskich, występują klasy rzeczowników, do których dopasowuje się forma orzeczenia (przez zmianę początkowej spółgłoski):
| Przykład      | W cyrylicy     | W alfabecie łacińskim |
| ------------- | -------------- | --------------------- |
| Musa idzie    | Муса воьду     | Musa vödu             |
| Fatima idzie  | ПетIамат йоьду | Pethamat yödu         |
| dziecko idzie | бер доьду      | ber dödu              |
| krowa idzie   | етт боьду      | yett bödu             |

W języku tym występuje 8 przypadków (дожараш / doƶaraş), w tym kilka niewystępujących w językach indoeuropejskich:
| Przypadek   | W cyrylicy | W alfabecie łacińskim |
| ----------- | ---------- | --------------------- |
| mianownik   | кор        | kor („okno”)          |
| dopełniacz  | коран      | koran                 |
| celownik    | корана     | korana                |
| ergatyw     | коро       | koro                  |
| narzędnik   | кораца     | koraca                |
| allatyw     | корах      | korax                 |
| miejscownik | коре       | kore                  |
| komparatyw  | корал      | koral                 |

Przymiotniki mają dwa przypadki: mianownik i obiektyw (z końcówką -чу / -çu )
Końcówką liczby mnogiej jest -ш / -ş (кораш / koraş - okna) lub -й / -y (наной / nanoy - matki). W niektórych wyrazy samogłoski zmieniają się w odmianie, np. w wyrazie „góra” (лам / lam, w liczbie mnogiej: лаьмнаш / lämnaş).
Istnieje również obce językom indoeuropejskim rozróżnienie między „my” inkluzywnym (вай / vay) i ekskluzywnym (тхо / txo). Czasowniki nie odmieniają się przez osoby. Występują cztery formy czasownika (bezokolicznik, czas teraźniejszy, przeszły dokonany i niedokonany), niektóre czasowniki mogą też przybierać formę iteratywną oznaczającą wielokrotne powtórzenie czynności. W morfologii werbalnej dużą rolę odgrywają przegłosy.

## Pismo

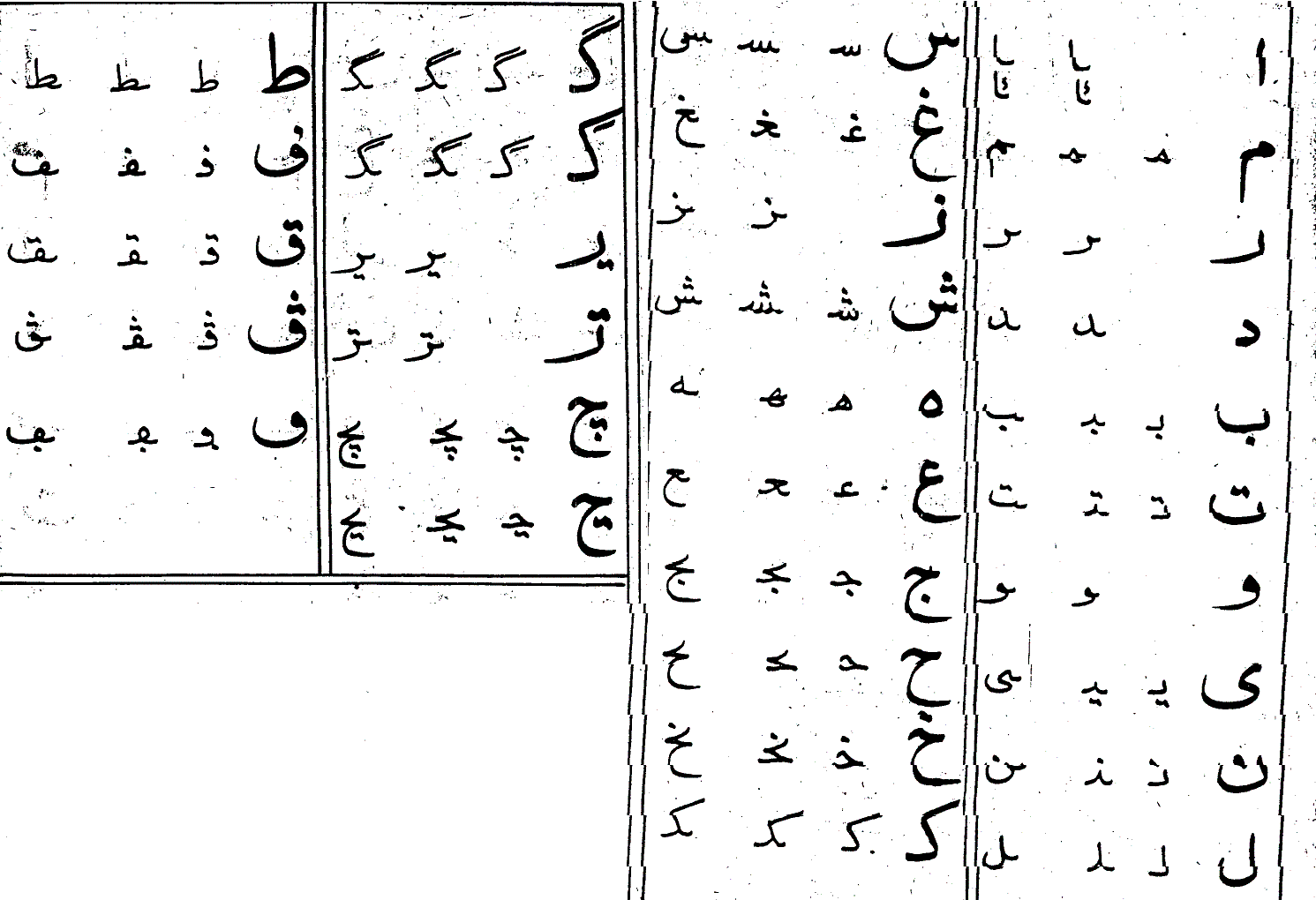
Alfabet arabski dla języka czeczeńskiego

Do 1925 r. piśmiennictwo w języku czeczeńskim zapisywane było alfabetem arabskim. Od początku lat 20. XX w. podejmowano próby stworzenia nowego języka literackiego, na potrzeby którego dostosowano do dźwięków czeczeńskich alfabet łaciński. Alfabet ten był w użyciu do 1938 r., kiedy to wprowadzona została, jako nowy obowiązujący alfabet, zmodyfikowana cyrylica. W celu oddania rozbudowanego czeczeńskiego systemu fonetycznego cyrylicę poszerzono o znak I, który – stawiany po różnych innych znakach, może zmieniać ich znaczenie. W odróżnieniu od cyrylicy rosyjskiej, gdzie zasadniczo rzecz biorąc nie wykorzystuje się dwuznaków i trójznaków na oznaczenie jednego dźwięku (z wyjątkiem obcojęzycznych pożyczek typu джигит), w cyrylicy czeczeńskiej dwu- i trójznaki są często spotykane (np. dwuznak yь na oznaczenie samogłoski [y] lub trójznak уьй na oznaczenie [y:]). Od 1991 r. podejmowano próby ponownego wprowadzenia alfabetu łacińskiego, jednak wojna i wiążąca się z nią całkowita ruina czeczeńskich instytutów naukowych mogących nadzorować taką zmianę, utrudniały pracę nad nową pisownią. Współcześnie w użyciu jest niemal wyłącznie cyrylica.
| Cyrylica      | nazwa         | alf. łaciński | nazwa     | IPA                   |
| ------------- | ------------- | ------------- | --------- | --------------------- |
| А а           | а             | A a           | a         | /ə/, /ɑː/             |
| Аь аь         | аь            | Ä ä           | ä         | /æ/, /æː/             |
| Б б           | бэ            | B b           | be        | /b/                   |
| В в           | вэ            | V v           | ve        | /v/                   |
| Г г           | гэ            | G g           | ge        | /ɡ/                   |
| Гӏ гӏ         | гӏа           | Ġ ġ           | ġa        | /ɣ/                   |
| Д д           | дэ            | D d           | de        | /d/                   |
| Е е           | е             | E e           | e         | /e/, /ɛː/, /je/, /ie/ |
| Ё ё           | ё             | yo            |           | /jo/ etc.             |
| Ж ж           | жэ            | Ƶ ƶ           | ƶe        | /ʒ/, /dʒ/             |
| З з           | зэ            | Z z           | ze        | /z/, /dz/             |
| И и           | и             | I i           | i         | /ɪ/                   |
| Ий ий         |               | Iy iy         |           | /iː/                  |
| Й й (я, ю, е) | доца и        | Y y           | doca i    | /j/                   |
| К к           | ка            | K k           | ka        | /k/                   |
| Кк кк         |               | Kk kk         |           | /kː/                  |
| Кх кх         | кха           | Q q           | qa        | /q/                   |
| Кхх кхх       |               | Qx qx         |           | /qː/                  |
| Къ къ         | къа           | Q̇ q̇           | q̇a        | /qʼ/                  |
| КI кI         | кIа           | Kh kh         | kha       | /kʼ/                  |
| Л л           | лэ            | L l           | el        | /l/                   |
| М м           | мэ            | M m           | em        | /m/                   |
| Н н           | нэ            | N n           | en        | /n/                   |
| О о           | о             | O o           | o         | /o/, /ɔː/, /wo/, /uo/ |
| Оь оь         | оь            | Ö ö           | ö         | /ɥø/, /yø/            |
| П п           | пэ            | P p           | pe        | /p/                   |
| Пп пп         |               | Pp pp         |           | /pː/                  |
| Пӏ пӏ         | пIа           | Ph ph         | pha       | /pʼ/                  |
| Р р           | рэ            | R r           | er        | /r/                   |
| Рхӏ рхӏ       |               | Rh rh         |           | /r̥/                   |
| С с           | сэ            | S s           | es        | /s/                   |
| Сс сс         |               | Ss ss         |           | /sː/                  |
| Т т           | тэ            | T t           | te        | /t/                   |
| Тт тт         |               | Tt tt         |           | /tː/                  |
| Тӏ тӏ         | тӏа           | Th th         | tha       | /tʼ/                  |
| У у           | у             | U u           | u         | /uʊ/                  |
| Ув ув         |               | Uu uu         |           | /uː/                  |
| Уь уь         | уь            | Ü ü           | ü         | /y/                   |
| Ф ф           | фэ            | F f           | ef        | /f/                   |
| Х х           | хэ            | X x           | xa        | /x/                   |
| Хь хь         | хьа           | Ẋ ẋ           | ẋa        | /ʜ/                   |
| Хӏ хӏ         | хӏа           | H h           | ha        | /h/                   |
| Ц ц           | цэ            | C c           | ce        | /ts/                  |
| ЦI цI         | цIа           | Ċ ċ           | ċe        | /tsʼ/                 |
| Ч ч           | чэ            | Ç ç           | çe        | /tʃ/                  |
| Чӏ чӏ         | чIа           | Ç̇ ç̇           | ç̇e        | /tʃʼ/                 |
| Ш ш           | шэ            | Ş ş           | şa        | /ʃ/                   |
| Щ щ           | щэ            |               |           |                       |
| (Ъ) ъ         | чӏогӏа хьаьрк | Ə ə           | ç̇oġa ẋärk | /ʔ/                   |
| (Ы) ы         | ы             |               |           |                       |
| (Ь) ь         | кӏеда хьаьрк  |               |           |                       |
| Э э           | э             | E e           | e         | /e/ etc.              |
| Ю ю           | ю             | yu            |           | /ju/ etc.             |
| Юь юь         | юь            | yü            |           | /jy/ etc.             |
| Я я           | я             | ya            |           | /ja/ etc.             |
| Яь яь         | яь            | yä            |           | /jæ/ etc.             |
| Ӏ ӏ           | ӏа            | J j           | ja        | /ʡ/, /ˤ/              |

## Liczebniki
W języku czeczeńskim występuje dwudziestkowy system liczbowy; liczby poniżej stu przedstawia się jako wielokrotności liczby 20 plus reszta.
| Liczebnik | W cyrylicy | W alfabecie łacińskim | Liczebnik | W cyrylicy    | W alfabecie łacińskim |
| --------- | ---------- | --------------------- | --------- | ------------- | --------------------- |
| 1         | цхьаъ      | cẋa'                  | 11        | цхьайтта      | cẋaytta               |
| 2         | шиъ        | şi'                   | 12        | шийтта        | şiytta                |
| 3         | кхоъ       | qo'                   | 13        | кхойтта       | qoytta                |
| 4         | диъ        | di'                   | 14        | дейтта        | deytta                |
| 5         | пхиъ       | pxi'                  | 15        | пхийтта       | pxiytta               |
| 6         | йалх       | yalx                  | 16        | йалхитта      | yalxitta              |
| 7         | ворхI      | worh                  | 17        | вуьрхIитта    | vürhitta              |
| 8         | бархI      | barh                  | 18        | берхитта      | berhitta              |
| 9         | исс        | iss                   | 19        | тIкъайоьсанна | tq̇ayösanna            |
| 10        | итт        | itt                   | 20        | тIкъа         | tq̇a                   |

Przykłady bardziej złożonych liczebników:
- 37 - тIкъе вуьрхIитта / tq̇e vürhitta (20+17),
- 62 - кхузтIкъе шиъ / quztq̇e şi' (3×20+2)

## Podstawowe zwroty
- Tak – ХІаъ
- Nie – ХІан-хІа
- Witaj! – Салам!
- Dzień dobry – Де дика хуьлда хьан
- Dobry wieczór – Суьйре дика хуьлда хьан
- Dziękuję – Баркалла
- Jak się masz? – Могушалла муха ю хьан?
- Dobrze, w porządku (odpowiedź na pytanie powyżej) – Сан гIулакх дика ду
- Jak się nazywasz? – Хьан цIе хIун ю?
- Nazywam się ... – Сан цIе ... ю
- Żegnaj, do widzenia – Iодика йойла хьан